# 2019 - Dopo la caduta di New York
2019 - După căderea New York-ului (titlu original: 2019 - Dopo la caduta di New York) este un film SF de groază italiano-francez din 1983  regizat de Sergio Martino. În rolurile principale au interpretat actorii Michael Sopkiw, Anna Kanakis și George Eastman.

## Prezentare
Au trecut mai mult de 20 de ani după ce un devastator război nuclear a transformat cea mai mare parte a planetei într-un deșert lipsit de viață și a făcut omenirea incapabilă de reproducere. Omenirea se împarte în două grupuri: maleficii Euraks și rebela Federație. Parsifal, un mercenar, este angajat de Federație pentru a pătrunde în New York-ul stăpânit de Euraks. Misiunea sa este de a găsi și de a salva ultima femeie fertilă de pe planetă.

## Distribuție
- Michael Sopkiw ca Parsifal
- Valentine Monnier ca Giara
- Anna Kanakis ca Ania, un ofițer Eurak
- Romano Puppo ca Ratchet
- Paolo Maria Scalondro ca Bronx
- Louis Ecclesia ca Shorty
- Edmund Purdom ca Președintele Confederației pan-americane
- Serge Feuillard - comandantul Eurak
- Al Yamanouchi ca Rat Eater King
- Jacques Stany ca un soldat Eurak
- Tony Askin ca Aschi, mutant
- Franco Mazzieri - comentatorul cursei din Nevada
- George Eastman ca Big Ape

## Erori
- Omul de știință a spus că fiica sa a fost introdusă într-o cameră criogenică, pentru a o proteja de radiații. De fapt, o simplă înghețare nu poate proteja ovarele la expunerea de radiații.

## Lansare
La 13 decembrie 2005, filmul a fost lansat pe DVD în SUA.